# El cliente ilustre
El cliente ilustre es uno de los 56 relatos cortos sobre Sherlock Holmes escrito por Arthur Conan Doyle. Fue publicado originalmente en The Strand Magazine y posteriormente recogido en la colección El archivo de Sherlock Holmes.

## Argumento
Diez largos años tardó Watson en lograr la autorización de Sherlock Holmes para publicar este caso. Finalmente, el detective accedió con la frase: "Hoy ya no puede causar perjuicio." El caso se inicia el 3 de septiembre de 1902. Watson y Holmes descansan tranquilamente en los baños turcos, cuando reciben una carta de Sir James Damery. Un desalmado y corrupto personaje, el barón Adelbert Gruner, está a punto de casarse con Violeta de Merville, la hija del famoso general, y Holmes y Watson deben impedirlo a toda costa. El famoso asesino austríaco -como le define Holmes- ha subyugado de tal forma a la joven, que nada ni nadie puede impedir la boda. El malvado personaje, que se ha permitido llevar un diario con sus felonías, titulado "Almas que he arruinado", parece que va a lograr su objetivo. Pero Holmes, con su habitual astucia y con la ayuda de Watson, logrará apoderarse del diario, la única prueba que puede convencer a la joven Violeta. Una antigua amante del barón Gruner, Kitty Winter, prestará una gran ayuda a Holmes, y será la responsable del final de la carrera del desaprensivo barón, al rociarle la cara con vitriolo.